# Ернст Юсефсон
Ернст Ю́сефсон (швед. Ernst Josephson; 16 квітня 1851, Стокгольм — 22 листопада 1906, Стокгольм) — шведський художник, графік, поет.

## Біографія
Ернст Юсефсон народився 16 квітня 1851 року у Стокгольмі в єврейській родині.
Юність художника — низка суцільних втрат. Коли Ернсту виповнилося всього 19 років — помер його батько, у 17 років він втратив улюблену сестру Геллу, в 30 років він поховав матір і переживав цю втрату дуже важко.
У віці 16 років Юсефсон поступив в Стокгольмську Академію мистецтв, де вчився з 1869 по 1876 рік. Вже в 20 років він зробив гучну заяву, сказавши: «Я стану шведським Рембрандтом або помру!»
Багато подорожував по країнах Європи, в 1879 році оселився в Парижі. Паризький період його творчості відзначений впливом Г. Курбе, Е. Мане та імпресіоністів. Не прийнятий сучасниками, в 1886 році покинув Париж і переїхав у сільську місцевість. У 1888 році, під час поїздки по Бретані, у Юсефсона погіршав психічний стан, він був госпіталізований у лікарню міста Уппсала. Знаходячись на лікуванні в Стокгольмі, він продовжував займатися творчістю.
Творчість Юсефсона передбачила модерністські течії в живописі XX століття: німецький експресіонізм, французький модернізм і шведський примітивізм. Його картини зберігаються в кращих музеях Скандинавії, великі колекції робіт зберігаються в Музеї мистецтв в Гетеборгу і Національному музеї в Стокгольмі.
Похований Ернст Юсефсона на єврейському кладовищі в північній частині Солна в Стокгольмі.

## Родина
Сім'я шведських євреїв Йозефсенов переселилася з Німеччини у Швецію в 1780 році. Найбільш відомі її представники — брати Якоб Аксель і Людвіг Оскар Юсефсони. Якоб Аксель Юсефсон (швед. Jacob Axel Josephson, 1818—1880) був композитором і диригентом, музичним керівником в Уппсальском університеті. Його брат — Людвіг Оскар Юсефсон (швед. Ludvig Oscar Josephson, 1832—1899), був актором, режисером і драматургом, а також директором Королівського театру в Стокгольмі.

## Палітра художника
Перші роботи, створені Ернстом Юсефсоном, зазнали впливу імпресіонізму. Юсефсон писав інтер'єри королівських замків і сільських будинків, портрети, шведські пейзажі. Пізніше мистецтво його стало близьке до символізму. Душевний розлад наклав відбиток на роботи цього періоду, Юсефсон писав гротескно-фантастичні і експресивні полотна.
Художник поетично зображував шведську природу, особливо літні ночі. За зовнішнім радісним настроєм відчувається глибокий смуток і внутрішній конфлікт. Сучасники не сприйняли творчість митця, їх шокувала сила виражених почуттів. Скажімо, одна з найвідоміших картин Юсефсона, яка в російському варіанті має декілька назв — «Влада людини» і «Дух моря» — не була прийнята в шведський Національний музей у Стокгольмі.
Ернст Юсефсон писав жанрові картини і пейзажі, відзначені іноді похмурою містикою, часто зображуючи істот з сумними очима. Художник жив у бідності. Влітку 1888 року у нього не було грошей на фарби і полотна. Він вирішив здійснити поїздку по Бретані, щоб замовленнями заробити собі на життя. Під час поїздки він захопився спіритизмом, можливо на цьому ґрунті у художника стався психічний розлад, який носив релігійні галюцинації, Ернст починав вірити, що він Бог і Христос. Через декілька місяців Йозефсон був госпіталізований в лікарню міста Упсала, де він провів декілька місяців.

## Досягнення
У 1876 р. художник був нагороджений королівською медаллю за картину «Стен Стур Старший звільняє королеву Кристину Данську з в'язниці абатства Вадстен».

## Твори
- 1878 — «Давид і Саул». Картина на біблійну тему створена в дусі доби Відродження
- 1887 — Картина «Радість життя»